# Heradion intermedium
Heradion intermedium là một loài nhện trong họ Zodariidae.
Loài này thuộc chi Heradion. Heradion intermedium được Chami-Kranon & Ono miêu tả năm 2007.